# Araneus mitificus
Araneus mitificus este o specie de păianjeni din genul Araneus, familia Araneidae. A fost descrisă pentru prima dată de Simon, 1886. Conform Catalogue of Life specia Araneus mitificus nu are subspecii cunoscute.